# Abrawayaomys ruschii
Abrawayaomys ruschii là một loài động vật có vú trong họ Cricetidae, bộ Gặm nhấm, được tìm thấy ở Argentina và Brasil. Loài này được Cunha & Cruz mô tả năm 1979.